# Wessex Island
Wessex Island ist eine kleine Insel im Archipel Südgeorgiens. Sie liegt in der Einfahrt zur Smaaland Cove.
Das UK Antarctic Place-Names Committee benannte sie 2009 nach Hubschraubern des Typs Westland Wessex, die im Falklandkrieg bei der Rückeroberung Südgeorgiens durch britische Truppen im April 1982 im Einsatz waren.